# Marcus Campbell (Künstler)

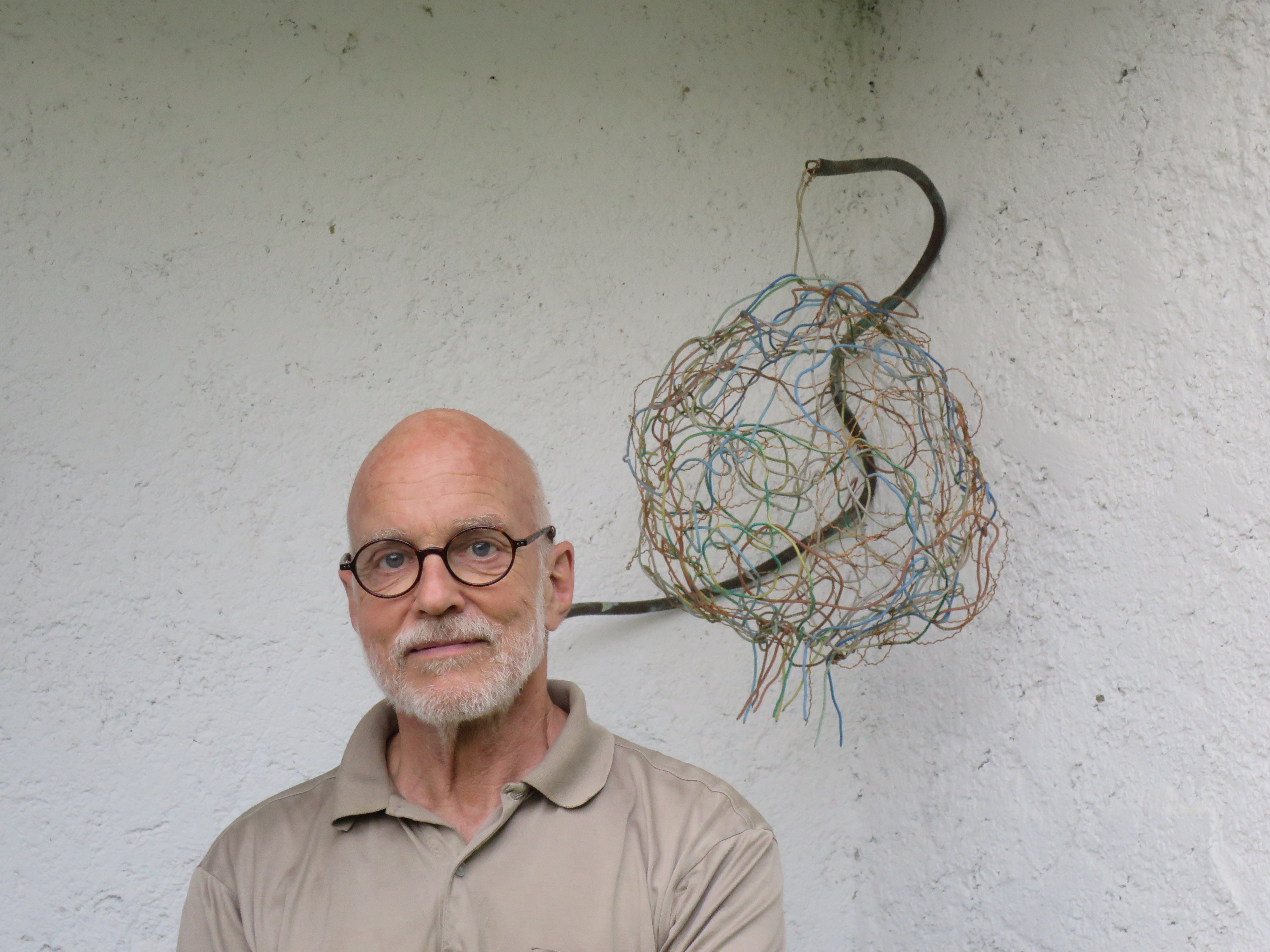
Marcus Campbell (2018)

Marcus Campbell (* 24. August 1951 in Taihape, Neuseeland) ist ein Schriftsteller, Maler und bildender Künstler.

## Familie
Marcus Campbell wuchs in Napier auf. Seine Eltern sind Barbara und Harry Campbell. Er hat zwei Schwestern, Greta (Brenman) und Claire (Clausen).

## Leben und Werk

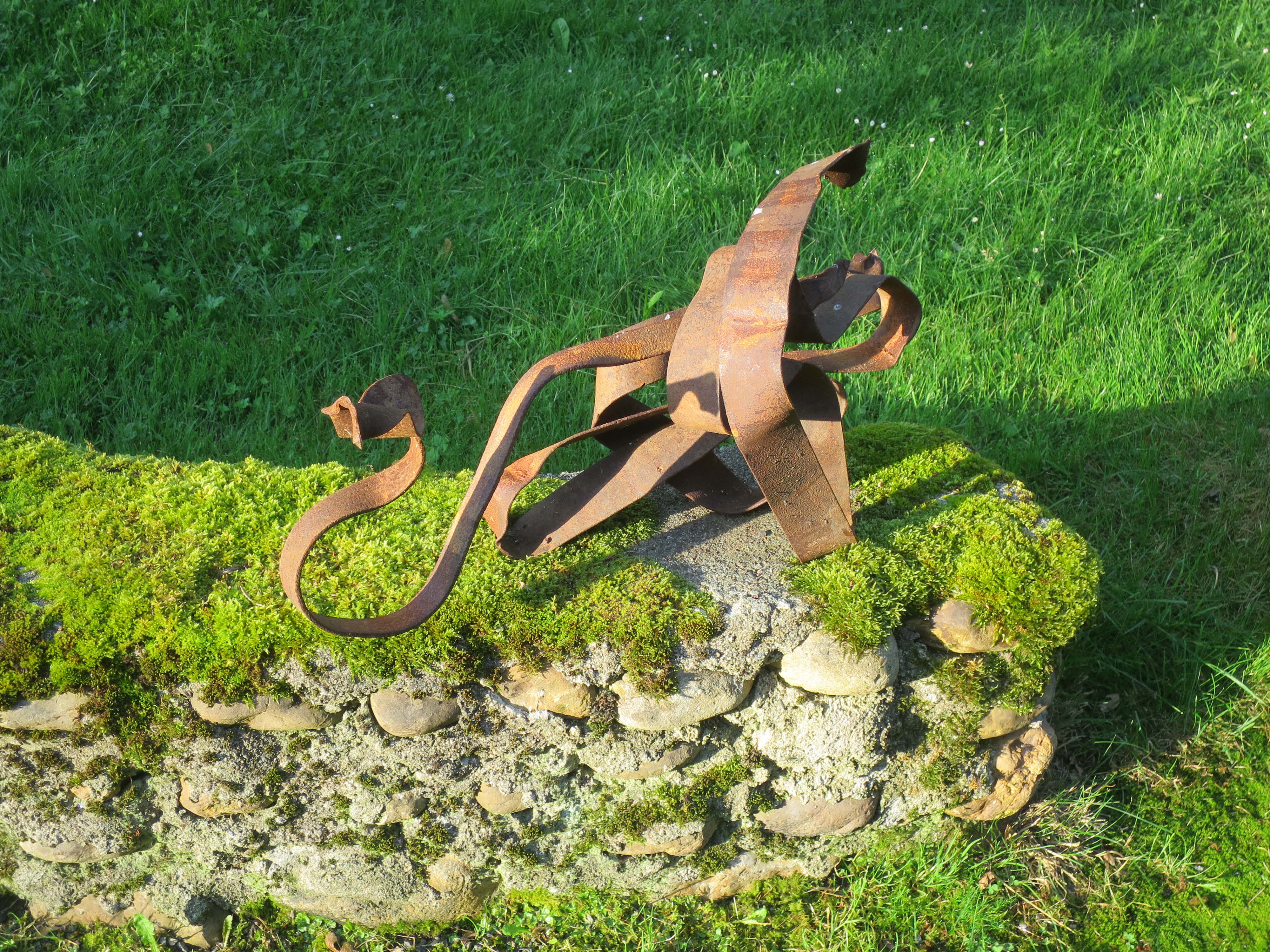
Kunstobjekt von Marcus Campbell

Marcus Campbell studierte englische Literatur und Drama, Bühnenbildnerei und Regie, unter anderem in Kalifornien, was er mit einem Magister abschloss. Anschließend begann er eine Theaterkarriere. Seine Stücke wurden in Auckland, Seattle, Juneau und New York aufgeführt. 1977 erhielt er ein Commonwealth Scholarship, mit dem er in Kanada Regie studierte und das er mit einem Master of Fine Arts abschloss. Er veröffentlichte eine Reihe von Kurzgeschichten.
Nach zwölf Jahren am Theater zog er sich zurück, beschäftigte sich intensiv mit der christlichen Orthodoxie und verbrachte ein Jahrzehnt in einem Kloster auf dem Berg Athos. Künstlerisch-handwerklich beschäftigte er sich dort mit Gartenbau und der Herstellung der im orthodoxen Gottesdienst getragenen liturgischen Gewänder. Anschließend verbrachte er fünf Jahre in Schottland, überwiegend in Edinburgh, seitdem lebt er in Frankreich, heute in der Nähe von Tarbes. Er widmet sich dort der Kunst und verdient seinen Unterhalt als Hausmeister. In den letzten Jahren lag sein Schwerpunkt auf der Kunst der Objet trouvé.

## Ehrungen
- Frank Sargeson Award (1981) für Kurzgeschichten

## Werke
- The Lady of Yesterday. In: Lydia Wevers (Hg.): Cabernet Sauvignon with my Brother. New Zealand short stories. Fourth series. 1. Aufl. 1984. 2. Aufl. 1986. 3. Aufl. 1989. ISBN 0-19-558109-1
- A Blue Forest. Austin Macauley, London 2015. ISBN 978-1-78455-657-0
- Death of the Hawk: and other stories. CreateSpace, 2017. ISBN 978-1-5396-3520-8
  - Death of a Hawk
  - The Sheep Without
  - Slaves to Beauty
  - A Fire at Culverden
  - The Salt of the Sea
  - Midnight Clear
  - Ruby Chips
  - A Crown of Thorns
  - The Hour of Need
  - The Devil You Know
  - Flamin’ Giraffes
  - The C Change
  - Grandma’s Gift
  - Revolting
  - Black Pearls
  - Stancie and the Stylobate
  - Alverine